# Warren City
Warren City város az USA Texas államában Gregg és Upshur megyében. Lakosainak száma 319 fő (2020. április 1.).

## Népesség
A település népességének változása:
| Lakosok száma | 343  | 298  | 319  |
|               | 2000 | 2010 | 2020 |